# 疏齿锥
疏齿锥（学名：Castanopsis remotidenticulata）为壳斗科锥属下的一个种。

## 扩展阅读
- 維基物種上的相關：疏齿锥